# Llista de topònims de Sant Llorenç d'Hortons
Llista de topònims (noms propis de lloc) del municipi de Sant Llorenç d'Hortons, a l'Alt Penedès
Informació actualitzada per un bot. Els canvis manuals es perdran quan s'actualitzi!

## arbre singular
| imatge | Nom                                | Ubicat a               | instància de   | Detalls | coordenades | Protecció | Commons (més fotos) | Dades a WD                    |
| ------ | ---------------------------------- | ---------------------- | -------------- | ------- | --- | --------- | ------------------- | ----------------------------- |
|        | Parra de Cal Quico                 | Sant Llorenç d'Hortons | arbre singular |         | 41° 28′ 25″ N, 1° 51′ 30″ E / 41.47348°N,1.85821°E ca:Plaça de dalt l'Era, 1                                          |           |                     | Modifica les dades a Wikidata |
|        | Pi Gros de Ca l'Almirall           | Sant Llorenç d'Hortons | arbre singular |         | 41° 28′ 37″ N, 1° 51′ 21″ E / 41.47686°N,1.85579°E ca:Ca l'Almirall, Sant Joan Samora                                 |           |                     | Modifica les dades a Wikidata |
|        | Xiprer de Cal Raimundet            | Sant Llorenç d'Hortons | arbre singular |         | 41° 27′ 46″ N, 1° 51′ 19″ E / 41.46281°N,1.85539°E ca:Sant Joan Samora                                                |           |                     | Modifica les dades a Wikidata |
|        | alzina de Can Torres               | Sant Llorenç d'Hortons | arbre singular |         | 41° 26′ 48″ N, 1° 49′ 26″ E / 41.44673°N,1.82392°E ca:camí de Can Torres, al límit del terme municipal amb Gelida     |           |                     | Modifica les dades a Wikidata |
|        | alzina del Capatàs                 | Sant Llorenç d'Hortons | arbre singular |         | 41° 28′ 00″ N, 1° 49′ 20″ E / 41.46655°N,1.82214°E ca:Carretera BV-2249 en el PK 5+550                                |           |                     | Modifica les dades a Wikidata |
|        | figuera de La Soleia               | Sant Llorenç d'Hortons | arbre singular |         | 41° 27′ 48″ N, 1° 49′ 42″ E / 41.46336°N,1.82824°E ca:Vinya de La Soleia, al sud del nucli urbà                       |           |                     | Modifica les dades a Wikidata |
|        | olivera de Ca l'Esteve de la Riera | Sant Llorenç d'Hortons | arbre singular |         | 41° 28′ 51″ N, 1° 49′ 33″ E / 41.48083°N,1.82588°E ca:Ca l'Esteve de la Riera - camí de La Beguda Alta a Sant Llorenç |           |                     | Modifica les dades a Wikidata |
|        | pi de la Rectoria                  | Sant Llorenç d'Hortons | arbre singular |         | 41° 28′ 11″ N, 1° 49′ 22″ E / 41.46986°N,1.82291°E ca:Plaça de la Rectoria, s/n                                       |           |                     | Modifica les dades a Wikidata |

## barraca de vinya
| imatge | Nom                                           | Ubicat a               | instància de     | Detalls      | coordenades | Protecció | Commons (més fotos) | Dades a WD                    |
| ------ | --------------------------------------------- | ---------------------- | ---------------- | ------------ | --- | --------- | ------------------- | ----------------------------- |
|        | Barraca 1 del Camp de la Bota                 | Sant Llorenç d'Hortons | barraca de vinya | 20th century | 41° 27′ 55″ N, 1° 51′ 32″ E / 41.46515°N,1.85883°E ca:Sant Joan Samora                                                       |           |                     | Modifica les dades a Wikidata |
|        | Barraca 2 del Camp de la Bota                 | Sant Llorenç d'Hortons | barraca de vinya | 20th century | 41° 27′ 58″ N, 1° 51′ 32″ E / 41.46604°N,1.85879°E ca:Sant Joan Samora                                                       |           |                     | Modifica les dades a Wikidata |
|        | barraca de Ca N' Estruch                      | Sant Llorenç d'Hortons | barraca de vinya | 18th century | 41° 27′ 31″ N, 1° 49′ 57″ E / 41.45851°N,1.83259°E ca:A prop del camí de Can Batllevell, a 350 metres al sud de ca n'Estruch |           |                     | Modifica les dades a Wikidata |
|        | barraca de Cal Carafí                         | Sant Llorenç d'Hortons | barraca de vinya | 1947         | 41° 28′ 12″ N, 1° 51′ 36″ E / 41.47011°N,1.85999°E ca:Sant Joan Samora                                                       |           |                     | Modifica les dades a Wikidata |
|        | barraca de Cal Vicenç                         | Sant Llorenç d'Hortons | barraca de vinya | 20th century | 41° 28′ 34″ N, 1° 49′ 32″ E / 41.47616°N,1.82547°E ca:Camí de Ca l'Esteve de la Riera                                        |           |                     | Modifica les dades a Wikidata |
|        | barraca de Can Bosch                          | Sant Llorenç d'Hortons | barraca de vinya |              | 41° 28′ 09″ N, 1° 50′ 58″ E / 41.46922°N,1.84936°E ca:Can Bosch                                                              |           |                     | Modifica les dades a Wikidata |
|        | barraca de Vinya de L'hort de Can Francisquet | Sant Llorenç d'Hortons | barraca de vinya |              | 41° 28′ 16″ N, 1° 49′ 52″ E / 41.47103°N,1.83115°E ca:Vinya de l'Hort de Can Francisquet                                     |           |                     | Modifica les dades a Wikidata |
|        | barraca de Vinya del Mas Salom                | Sant Llorenç d'Hortons | barraca de vinya | 19th century | 41° 27′ 44″ N, 1° 49′ 13″ E / 41.46211°N,1.82026°E ca:Vinya del Mas Salom                                                    |           |                     | Modifica les dades a Wikidata |
|        | barraca de la Vinya d'en Crestes              | Sant Llorenç d'Hortons | barraca de vinya | 20th century | 41° 28′ 20″ N, 1° 49′ 52″ E / 41.47219°N,1.83098°E ca:Pla d'en Crestes                                                       |           |                     | Modifica les dades a Wikidata |
|        | barraca de la Vinya del Vallets               | Sant Llorenç d'Hortons | barraca de vinya | 1915         | 41° 28′ 33″ N, 1° 49′ 14″ E / 41.47585°N,1.82056°E ca:Vinya del Vallets, al Torrentfondo                                     |           |                     | Modifica les dades a Wikidata |
|        | barraca del Torrent de Sant Joan              | Sant Llorenç d'Hortons | barraca de vinya | 20th century | 41° 28′ 33″ N, 1° 51′ 54″ E / 41.4757°N,1.86509°E ca:Sant Joan Samora                                                        |           |                     | Modifica les dades a Wikidata |

## casa
| imatge | Nom                            | Ubicat a               | instància de | Detalls                                                     | coordenades | Protecció                                  | Commons (més fotos)                            | Dades a WD                    |
| ------ | ------------------------------ | ---------------------- | ------------ | ----------------------------------------------------------- | --- | ------------------------------------------ | ---------------------------------------------- | ----------------------------- |
|        | Ca L'andreu                    | Sant Llorenç d'Hortons | casa         |                                                             | 41° 28′ 17″ N, 1° 50′ 02″ E / 41.4715°N,1.83379°E ca:Vall del torrent de Can Francisquet                                          |                                            |                                                | Modifica les dades a Wikidata |
|        | Ca la Josefina                 | Sant Llorenç d'Hortons | casa         | Estil: noucentisme 20th century                             | 41° 28′ 08″ N, 1° 49′ 27″ E / 41.468866°N,1.824078°E ca:Carrer Major, 46                                                          | bé integrant del patrimoni cultural català |                                                | Modifica les dades a Wikidata |
|        | Ca la Mercè de Can Batlle Vell | Sant Llorenç d'Hortons | casa         | 1920                                                        | 41° 27′ 56″ N, 1° 49′ 31″ E / 41.4656°N,1.82516°E ca:C. Mestre Cugat, 1                                                           |                                            |                                                | Modifica les dades a Wikidata |
|        | Ca n'Almirall                  | Sant Llorenç d'Hortons | casa         | Estil: arquitectura popular                                 | 41° 28′ 34″ N, 1° 51′ 19″ E / 41.476131°N,1.855152°E ca:Carretera BV-2251, km 0,8                                                 | bé integrant del patrimoni cultural català |                                                | Modifica les dades a Wikidata |
|        | Ca n'Esteve de la Riera        | Sant Llorenç d'Hortons | casa         | Estil: arquitectura popular                                 | 41° 28′ 50″ N, 1° 49′ 29″ E / 41.480577°N,1.824812°E ca:Camí de La Beguda Alta a Sant Llorenç, a la llera esquerra de La Rierussa | bé integrant del patrimoni cultural català |                                                | Modifica les dades a Wikidata |
|        | Cal Corn                       | Sant Llorenç d'Hortons | casa         | 18th century                                                | 41° 28′ 04″ N, 1° 49′ 29″ E / 41.46766°N,1.82467°E ca:Carrer Major, 42                                                            |                                            |                                                | Modifica les dades a Wikidata |
|        | Cal Francisquet                | Sant Llorenç d'Hortons | casa         |                                                             | 41° 28′ 18″ N, 1° 50′ 01″ E / 41.47159°N,1.8337°E ca:Vall del torrent de Can Francisquet                                          |                                            |                                                | Modifica les dades a Wikidata |
|        | Cal Jepet i Cal Quico          | Sant Llorenç d'Hortons | casa         | Estil: arquitectura popular 19th century                    | 41° 28′ 25″ N, 1° 51′ 30″ E / 41.473549°N,1.858287°E ca:Plaça de dalt l'Era, 3                                                    | bé integrant del patrimoni cultural català | Cal Jepet i Cal Quico (Sant Llorenç d'Hortons) | Modifica les dades a Wikidata |
|        | Cal Miquel Jeroni              | Sant Llorenç d'Hortons | casa         | Arquitecte: Josep Ros i Ros 1927                            | 41° 27′ 57″ N, 1° 49′ 32″ E / 41.46571°N,1.82547°E ca:Camí de Can Canyes, 4                                                       |                                            |                                                | Modifica les dades a Wikidata |
|        | Cal Pep                        | Sant Llorenç d'Hortons | casa         | 20th century                                                | 41° 27′ 58″ N, 1° 49′ 30″ E / 41.46615°N,1.82503°E ca:Carrer Major, 82                                                            |                                            |                                                | Modifica les dades a Wikidata |
|        | Cal Quico                      | Sant Llorenç d'Hortons | casa         | 1842                                                        | 41° 28′ 25″ N, 1° 51′ 30″ E / 41.47354°N,1.85825°E ca:Plaça de dalt l'Era, 1                                                      |                                            |                                                | Modifica les dades a Wikidata |
|        | Cal Santjust                   | Sant Llorenç d'Hortons | casa         |                                                             | 41° 27′ 57″ N, 1° 49′ 25″ E / 41.46593°N,1.82367°E ca:Carrer Canals, 9                                                            |                                            |                                                | Modifica les dades a Wikidata |
|        | Cal Vall                       | Sant Llorenç d'Hortons | casa         | Estil: noucentisme 1927                                     | 41° 28′ 02″ N, 1° 49′ 28″ E / 41.467244°N,1.824341°E ca:Plaça de Can Valls, 4                                                     | bé integrant del patrimoni cultural català |                                                | Modifica les dades a Wikidata |
|        | Cal Valls Vell                 | Sant Llorenç d'Hortons | casa         | 18th century                                                | 41° 28′ 03″ N, 1° 49′ 27″ E / 41.46737°N,1.82421°E ca:Carrer del Roser, 18                                                        |                                            |                                                | Modifica les dades a Wikidata |
|        | Casa Vella del Carrer Major    | Sant Llorenç d'Hortons | casa         | 1914                                                        | 41° 27′ 58″ N, 1° 49′ 30″ E / 41.46621°N,1.82504°E ca:Carrer Major, 80                                                            |                                            |                                                | Modifica les dades a Wikidata |
|        | Vil·la Mañé                    | Sant Llorenç d'Hortons | casa         | Arquitecte: Josep Ros i Ros Estil: noucentisme 20th century | 41° 27′ 57″ N, 1° 49′ 32″ E / 41.465941°N,1.82546°E ca:Carrer Major, 73                                                           | bé integrant del patrimoni cultural català |                                                | Modifica les dades a Wikidata |
|        | casa del Carrer Mestre Cugat   | Sant Llorenç d'Hortons | casa         |                                                             | 41° 27′ 55″ N, 1° 49′ 29″ E / 41.46534°N,1.8248°E ca:C. Mestre Cugat, 12                                                          |                                            |                                                | Modifica les dades a Wikidata |
|        | casa del Carrer Mestre Cugat   | Sant Llorenç d'Hortons | casa         |                                                             | 41° 27′ 55″ N, 1° 49′ 29″ E / 41.46519°N,1.82474°E ca:C. Mestre Cugat, 14                                                         |                                            |                                                | Modifica les dades a Wikidata |

## cova
| imatge | Nom                                | Ubicat a               | instància de | Detalls      | coordenades                                                                    | Protecció | Commons (més fotos) | Dades a WD                    |
| ------ | ---------------------------------- | ---------------------- | ------------ | ------------ | ------------------------------------------------------------------------------ | --------- | ------------------- | ----------------------------- |
|        | cova de Cal Simó                   | Sant Llorenç d'Hortons | cova         | 19th century | 41° 29′ 26″ N, 1° 50′ 00″ E / 41.49067°N,1.83332°E ca:A prop de La Beguda Alta |           |                     | Modifica les dades a Wikidata |
|        | cova del Bosc d'en Peret Borreguer | Sant Llorenç d'Hortons | cova         | 19th century | 41° 28′ 29″ N, 1° 49′ 23″ E / 41.47471°N,1.82313°E ca:Camí de Ca l'Esteve      |           |                     | Modifica les dades a Wikidata |

## creu de terme
| imatge | Nom                    | Ubicat a               | instància de  | Detalls      | coordenades                                                                       | Protecció | Commons (més fotos) | Dades a WD                    |
| ------ | ---------------------- | ---------------------- | ------------- | ------------ | --------------------------------------------------------------------------------- | --------- | ------------------- | ----------------------------- |
|        | creu de Nostra Senyora | Sant Llorenç d'Hortons | creu de terme | 1995         | 41° 28′ 09″ N, 1° 49′ 26″ E / 41.46924°N,1.82392°E ca:Carrer de l'església, s/n   |           |                     | Modifica les dades a Wikidata |
|        | creu de Sant Isidre    | Sant Llorenç d'Hortons | creu de terme | 19th century | 41° 28′ 12″ N, 1° 49′ 22″ E / 41.469909°N,1.822766°E ca:Plaça de la rectoria, s/n |           |                     | Modifica les dades a Wikidata |

## edifici
| imatge | Nom                                 | Ubicat a               | instància de | Detalls                                                      | coordenades | Protecció                                  | Commons (més fotos)                          | Dades a WD                    |
| ------ | ----------------------------------- | ---------------------- | ------------ | ------------------------------------------------------------ | --- | ------------------------------------------ | -------------------------------------------- | ----------------------------- |
|        | Cal Matador                         | Sant Llorenç d'Hortons | edifici      | Estil: arquitectura popular 18th century                     | 41° 28′ 17″ N, 1° 49′ 33″ E / 41.47136°N,1.82592°E ca:Camí de Can Serra                                             | bé integrant del patrimoni cultural català |                                              | Modifica les dades a Wikidata |
|        | Cal Pau del Corn                    | Sant Llorenç d'Hortons | edifici      | Estil: arquitectura popular 19th century                     | 41° 28′ 05″ N, 1° 49′ 29″ E / 41.46819°N,1.82469°E ca:Carrer Major, 72                                              | bé integrant del patrimoni cultural català |                                              | Modifica les dades a Wikidata |
|        | Cambra Agrària                      | Sant Llorenç d'Hortons | edifici      | 20th century                                                 | 41° 28′ 02″ N, 1° 49′ 30″ E / 41.4672°N,1.82499°E ca:Carrer Major, 45                                               |                                            |                                              | Modifica les dades a Wikidata |
|        | Can Pujades                         | Sant Llorenç d'Hortons | edifici      | Estil: arquitectura popular                                  | 41° 27′ 57″ N, 1° 48′ 09″ E / 41.46588°N,1.8026°E ca:A ponent del terme municipal, a tocar amb Sant Sadurní i Piera | bé integrant del patrimoni cultural català |                                              | Modifica les dades a Wikidata |
|        | Celler de Ca L'almirall             | Sant Llorenç d'Hortons | edifici      |                                                              | 41° 28′ 35″ N, 1° 51′ 20″ E / 41.4764°N,1.85547°E ca:Carretera BV-2251, PK 0+850                                    |                                            |                                              | Modifica les dades a Wikidata |
|        | Celler del Cava                     | Sant Llorenç d'Hortons | edifici      | 20th century                                                 | 41° 28′ 47″ N, 1° 51′ 51″ E / 41.47967°N,1.86407°E ca:Sant Joan Samora                                              |                                            |                                              | Modifica les dades a Wikidata |
|        | Centre Cultural Recreatiu Hortonenc | Sant Llorenç d'Hortons | edifici      | Arquitecte: Josep Ros i Ros Estil: arquitectura popular 1927 | 41° 28′ 01″ N, 1° 49′ 30″ E / 41.467027°N,1.825081°E ca:Carrer Major, 49                                            | bé integrant del patrimoni cultural català |                                              | Modifica les dades a Wikidata |
|        | Centre Recreatiu                    | Sant Llorenç d'Hortons | edifici      | Arquitecte: Pere Ros i Tort Estil: modernisme català         | 41° 28′ 05″ N, 1° 49′ 28″ E / 41.467953°N,1.824555°E ca:carrer Major, 36 ca:carrer Major 8                          | bé integrant del patrimoni cultural català | Centre Recreatiu (Sant Llorenç d'Hortons)    | Modifica les dades a Wikidata |
|        | Torre Palà                          | Sant Llorenç d'Hortons | edifici      | 20th century                                                 | 41° 27′ 59″ N, 1° 49′ 35″ E / 41.46629°N,1.82638°E ca:Camí de Can Canyes, 13                                        |                                            |                                              | Modifica les dades a Wikidata |
|        | Vila Estruch                        | Sant Llorenç d'Hortons | edifici      | 20th century                                                 | 41° 27′ 57″ N, 1° 49′ 28″ E / 41.46577°N,1.82442°E ca:C. Anselm Clavé, 11                                           |                                            |                                              | Modifica les dades a Wikidata |
|        | la Torre de l'Aigua                 | Sant Llorenç d'Hortons | edifici      | Estil: arquitectura eclèctica 19th century                   | 41° 27′ 58″ N, 1° 49′ 22″ E / 41.46602°N,1.8229°E ca:Plaça del molí de vent, s/n                                    | bé integrant del patrimoni cultural català | La Torre de l'Aigua (Sant Llorenç d'Hortons) | Modifica les dades a Wikidata |

## element arquitectònic
| imatge | Nom                                     | Ubicat a               | instància de          | Detalls      | coordenades                                                                                                  | Protecció | Commons (més fotos) | Dades a WD                    |
| ------ | --------------------------------------- | ---------------------- | --------------------- | ------------ | --- | --------- | ------------------- | ----------------------------- |
|        | Celler de Cal Ros                       | Sant Llorenç d'Hortons | element arquitectònic |              | 41° 28′ 06″ N, 1° 49′ 29″ E / 41.46839°N,1.82469°E ca:Carrer Major, 17                                       |           |                     | Modifica les dades a Wikidata |
|        | Cisterna de Cal Quico                   | Sant Llorenç d'Hortons | element arquitectònic |              | 41° 28′ 24″ N, 1° 51′ 30″ E / 41.47333°N,1.85826°E ca:Plaça Dalt l'Era, s/n - Sant Joan Samora               |           |                     | Modifica les dades a Wikidata |
|        | Façana Pintada de Cal Piano             | Sant Llorenç d'Hortons | element arquitectònic | 20th century | 41° 28′ 06″ N, 1° 49′ 29″ E / 41.46831°N,1.82468°E ca:Carrer Major, 19                                       |           |                     | Modifica les dades a Wikidata |
|        | Pica 1 de la Vinya de Cal Fèlix         | Sant Llorenç d'Hortons | element arquitectònic | 19th century | 41° 27′ 34″ N, 1° 49′ 23″ E / 41.45949°N,1.82293°E ca:Vinya de Cal Fèlix; prop del camí vell de Sant Sadurní |           |                     | Modifica les dades a Wikidata |
|        | Pica 1 de la vinya de la Soleia         | Sant Llorenç d'Hortons | element arquitectònic |              | 41° 27′ 48″ N, 1° 49′ 38″ E / 41.46333°N,1.8273°E ca:Vinya de La Soleia, al sud del nucli urbà               |           |                     | Modifica les dades a Wikidata |
|        | Pica 2 de la Vinya de Cal Fèlix         | Sant Llorenç d'Hortons | element arquitectònic | 19th century | 41° 27′ 36″ N, 1° 49′ 24″ E / 41.46006°N,1.82336°E ca:Vinya de Cal Fèlix; prop del camí vell de Sant Sadurní |           |                     | Modifica les dades a Wikidata |
|        | Pica 2 de la vinya de la Soleia         | Sant Llorenç d'Hortons | element arquitectònic |              | 41° 27′ 48″ N, 1° 49′ 41″ E / 41.46333°N,1.82806°E ca:Vinya de La Soleia, al sud del nucli urbà              |           |                     | Modifica les dades a Wikidata |
|        | Pica 3 de la vinya de la Soleia         | Sant Llorenç d'Hortons | element arquitectònic |              | 41° 27′ 48″ N, 1° 49′ 45″ E / 41.46339°N,1.82906°E ca:Vinya de La Soleia, al sud del nucli urbà              |           |                     | Modifica les dades a Wikidata |
|        | Pica de Can Carafí                      | Sant Llorenç d'Hortons | element arquitectònic |              | 41° 28′ 13″ N, 1° 51′ 31″ E / 41.47022°N,1.85861°E ca:Camí de Sant Joan Samora                               |           |                     | Modifica les dades a Wikidata |
|        | Pica de Can Font de l'Alzinar           | Sant Llorenç d'Hortons | element arquitectònic | 19th century | 41° 27′ 23″ N, 1° 49′ 43″ E / 41.45648°N,1.82856°E ca:Can Font de l'Alzinar                                  |           |                     | Modifica les dades a Wikidata |
|        | Pica de la Vinya de Can Carafí          | Sant Llorenç d'Hortons | element arquitectònic |              | 41° 28′ 01″ N, 1° 51′ 24″ E / 41.46701°N,1.85669°E ca:Camí de Sant Joan Samora                               |           |                     | Modifica les dades a Wikidata |
|        | Pica del Camí de la Vinya               | Sant Llorenç d'Hortons | element arquitectònic | 19th century | 41° 28′ 37″ N, 1° 48′ 55″ E / 41.47696°N,1.81534°E ca:Torrentfondo                                           |           |                     | Modifica les dades a Wikidata |
|        | Pica del Mas Salom                      | Sant Llorenç d'Hortons | element arquitectònic | 19th century | 41° 27′ 41″ N, 1° 49′ 08″ E / 41.46148°N,1.81888°E ca:Vinya del Mas Salom                                    |           |                     | Modifica les dades a Wikidata |
|        | Pou de Ca L'almirall                    | Sant Llorenç d'Hortons | element arquitectònic |              | 41° 28′ 34″ N, 1° 51′ 19″ E / 41.47614°N,1.85527°E ca:Carretera BV-2251, PK 0+850                            |           |                     | Modifica les dades a Wikidata |
|        | Pou de Cal Raimundet                    | Sant Llorenç d'Hortons | element arquitectònic |              | 41° 27′ 49″ N, 1° 51′ 24″ E / 41.46357°N,1.85664°E ca:Sant Joan Samora                                       |           |                     | Modifica les dades a Wikidata |
|        | Pou de Cal Simó de Baix                 | Sant Llorenç d'Hortons | element arquitectònic |              | 41° 29′ 03″ N, 1° 50′ 23″ E / 41.48412°N,1.83964°E ca:Cal Simó de baix                                       |           |                     | Modifica les dades a Wikidata |
|        | Pou de Can Canyes                       | Sant Llorenç d'Hortons | element arquitectònic |              | 41° 27′ 59″ N, 1° 49′ 44″ E / 41.46634°N,1.82894°E ca:Can Canyes - camí de Can Canyes                        |           |                     | Modifica les dades a Wikidata |
|        | Pou de Can Prats                        | Sant Llorenç d'Hortons | element arquitectònic |              | 41° 27′ 23″ N, 1° 48′ 40″ E / 41.45628°N,1.81107°E ca:Vinya de la Casa Vella                                 |           |                     | Modifica les dades a Wikidata |
|        | Pou de Jaume Esteve                     | Sant Llorenç d'Hortons | element arquitectònic | 20th century | 41° 28′ 17″ N, 1° 49′ 54″ E / 41.47137°N,1.8317°E ca:Horts de Cal Francisquet                                |           |                     | Modifica les dades a Wikidata |
|        | Pou de La Torreta                       | Sant Llorenç d'Hortons | element arquitectònic | 20th century | 41° 28′ 43″ N, 1° 50′ 24″ E / 41.47853°N,1.83998°E ca:La Torreta                                             |           |                     | Modifica les dades a Wikidata |
|        | Pou de la Casa Gran                     | Sant Llorenç d'Hortons | element arquitectònic |              | 41° 28′ 22″ N, 1° 51′ 53″ E / 41.47289°N,1.86468°E ca:Sant Joan Samora                                       |           |                     | Modifica les dades a Wikidata |
|        | Pou del Camí de ca l'Esteve             | Sant Llorenç d'Hortons | element arquitectònic |              | 41° 28′ 29″ N, 1° 48′ 55″ E / 41.47479°N,1.81528°E ca:Carrer del Torrentfondo                                |           |                     | Modifica les dades a Wikidata |
|        | Pou del Celler de Ca L'almirall         | Sant Llorenç d'Hortons | element arquitectònic |              | 41° 28′ 35″ N, 1° 51′ 20″ E / 41.47649°N,1.85558°E ca:Carretera BV-2251, PK 0+850                            |           |                     | Modifica les dades a Wikidata |
|        | Pou del camí del Torrentfondo           | Sant Llorenç d'Hortons | element arquitectònic | 20th century | 41° 28′ 28″ N, 1° 48′ 52″ E / 41.47438°N,1.81455°E ca:Camí del Torrentfondo                                  |           |                     | Modifica les dades a Wikidata |
|        | Pou i safareig de l'hort de la rectoria | Sant Llorenç d'Hortons | element arquitectònic |              | 41° 28′ 12″ N, 1° 49′ 24″ E / 41.46987°N,1.8232°E ca:Passeig de l'església, s/n                              |           |                     | Modifica les dades a Wikidata |

## entitat singular de població
| imatge | Nom                    | Ubicat a               | instància de                                   | Detalls  | coordenades                                                                                  | Protecció | Commons (més fotos) | Dades a WD                    |
| ------ | ---------------------- | ---------------------- | ---------------------------------------------- | -------- | -------------------------------------------------------------------------------------------- | --------- | ------------------- | ----------------------------- |
|        | Can Bargalló           | Sant Llorenç d'Hortons | entitat singular de població                   | 48 hab   | 41° 27′ 36″ N, 1° 52′ 18″ E / 41.459932°N,1.871756°E 105 msnm                                |           |                     | Modifica les dades a Wikidata |
|        | Sant Joan Samora       | Sant Llorenç d'Hortons | entitat singular de població                   | 317 hab  | 41° 28′ 24″ N, 1° 51′ 35″ E / 41.4732039805191°N,1.85958745082975°E 170 msnm                 |           |                     | Modifica les dades a Wikidata |
|        | Sant Llorenç d'Hortons | Sant Llorenç d'Hortons | entitat singular de població capital municipal | 1895 hab | 41° 28′ 05″ N, 1° 49′ 26″ E / 41.468031°N,1.823953°E 202 msnm                                |           |                     | Modifica les dades a Wikidata |
|        | Vinya del Pollastre    | Sant Llorenç d'Hortons | entitat singular de població                   | 65 hab   | 41° 27′ 34″ N, 1° 51′ 51″ E / 41.4594317287839°N,1.86412731106054°E 118 msnm                 |           |                     | Modifica les dades a Wikidata |
|        | el Grandet             | Sant Llorenç d'Hortons | entitat singular de població                   | 222 hab  | 41° 28′ 24″ N, 1° 47′ 47″ E / 41.473299591699°N,1.7964678079409°E 299 msnm                   |           |                     | Modifica les dades a Wikidata |
|        | el Torrentfondo        | Sant Llorenç d'Hortons | entitat singular de població                   | 51 hab   | 41° 28′ 31″ N, 1° 49′ 00″ E / 41.475311896122°N,1.8167904627696°E ca:Torrentfondo 220 msnm   |           |                     | Modifica les dades a Wikidata |
|        | la Beguda Alta         | Sant Llorenç d'Hortons | entitat singular de població                   | 0 hab    | 41° 29′ 52″ N, 1° 50′ 10″ E / 41.49791015°N,1.83611466°E 286 msnm                            |           |                     | Modifica les dades a Wikidata |
|        | la Beguda Baixa        | Sant Llorenç d'Hortons | entitat singular de població                   | 19 hab   | 41° 29′ 24″ N, 1° 50′ 46″ E / 41.4899129582648°N,1.84609332117014°E ca:Beguda Baixa 255 msnm |           |                     | Modifica les dades a Wikidata |

## església
| imatge | Nom                                | Ubicat a                      | instància de                      | Detalls                         | coordenades                                                                              | Protecció                                  | Commons (més fotos)                | Dades a WD                    |
| ------ | ---------------------------------- | ----------------------------- | --------------------------------- | ------------------------------- | ---------------------------------------------------------------------------------------- | ------------------------------------------ | ---------------------------------- | ----------------------------- |
|        | Sant Salvador                      | Sant Llorenç d'Hortons Gelida | església capella edifici històric | Estat: enderrocat o destruït    | 41° 27′ 05″ N, 1° 52′ 05″ E / 41.4513557751911°N,1.8681471867479°E                       |                                            |                                    | Modifica les dades a Wikidata |
|        | Santa Maria de la Concepció        | Sant Llorenç d'Hortons        | església                          |                                 | 41° 29′ 53″ N, 1° 50′ 09″ E / 41.4980426940046°N,1.83588520461803°E                      |                                            |                                    | Modifica les dades a Wikidata |
|        | capella de Sant Joan Samora        | Sant Llorenç d'Hortons        | església                          | Estil: arquitectura romànica    | 41° 28′ 19″ N, 1° 51′ 58″ E / 41.47206°N,1.86608°E ca:Prop del nucli de Sant Joan Samora | bé integrant del patrimoni cultural català | Sant Joan Samora                   | Modifica les dades a Wikidata |
|        | església de Sant Llorenç d'Hortons | Sant Llorenç d'Hortons        | església                          | Estil: arquitectura neoclàssica | 41° 28′ 12″ N, 1° 49′ 23″ E / 41.470051°N,1.823104°E ca:Plaça de l'Església, s/n         | bé integrant del patrimoni cultural català | Església de Sant Llorenç d'Hortons | Modifica les dades a Wikidata |

## font
| imatge | Nom                                    | Ubicat a               | instància de | Detalls                          | coordenades                                                                                                  | Protecció | Commons (més fotos)                            | Dades a WD                    |
| ------ | -------------------------------------- | ---------------------- | ------------ | -------------------------------- | --- | --------- | ---------------------------------------------- | ----------------------------- |
|        | font de Ca l'Esteve de la Riera        | Sant Llorenç d'Hortons | font         |                                  | 41° 28′ 39″ N, 1° 49′ 31″ E / 41.47748°N,1.8254°E ca:Camí de Ca l'Esteve de la Riera o de la Beguda Alta     |           |                                                | Modifica les dades a Wikidata |
|        | font de Cal Matador                    | Sant Llorenç d'Hortons | font         |                                  | 41° 28′ 17″ N, 1° 49′ 32″ E / 41.47133°N,1.82553°E ca:Cal Matador                                            |           |                                                | Modifica les dades a Wikidata |
|        | font de Cal Santjust                   | Sant Llorenç d'Hortons | font         |                                  | 41° 27′ 58″ N, 1° 49′ 09″ E / 41.46605°N,1.81929°E ca:Parc de Cal Santjust                                   |           |                                                | Modifica les dades a Wikidata |
|        | font de l'Amèlia                       | Sant Llorenç d'Hortons | font         | 19th century                     | 41° 28′ 17″ N, 1° 49′ 53″ E / 41.47142°N,1.83131°E ca:Vinya de l'hort de Can Francisquet                     |           |                                                | Modifica les dades a Wikidata |
|        | font de l'Ernesto                      | Sant Llorenç d'Hortons | font         |                                  | 41° 28′ 11″ N, 1° 49′ 31″ E / 41.46968°N,1.82528°E ca:Torrent de la Plaça                                    |           |                                                | Modifica les dades a Wikidata |
|        | font de la Bassa Gran                  | Sant Llorenç d'Hortons | font         | Arquitecte: Pere Ros i Tort 1911 | 41° 28′ 12″ N, 1° 49′ 29″ E / 41.47013°N,1.82462°E ca:Carrer de la Bassa Gran, s/n                           |           | Font de la Bassa Gran (Sant Llorenç d'Hortons) | Modifica les dades a Wikidata |
|        | font de la Bruixa del Torrentfondo     | Sant Llorenç d'Hortons | font         |                                  | 41° 28′ 22″ N, 1° 48′ 49″ E / 41.47283°N,1.81374°E ca:Torrentfondo                                           |           |                                                | Modifica les dades a Wikidata |
|        | font de la Teula                       | Sant Llorenç d'Hortons | font         |                                  | 41° 28′ 24″ N, 1° 49′ 03″ E / 41.47341°N,1.81757°E ca:Torrentfondo                                           |           |                                                | Modifica les dades a Wikidata |
|        | font del Macià                         | Sant Llorenç d'Hortons | font         | 19th century                     | 41° 29′ 32″ N, 1° 49′ 53″ E / 41.49225°N,1.83139°E ca:Al costat de la Vinya d'en Bel                         |           |                                                | Modifica les dades a Wikidata |
|        | font del Mig                           | Sant Llorenç d'Hortons | font         |                                  | 41° 28′ 17″ N, 1° 49′ 25″ E / 41.47128°N,1.82368°E ca:Can Serra                                              |           |                                                | Modifica les dades a Wikidata |
|        | font del Salt del Torrent de Can Prats | Sant Llorenç d'Hortons | font         |                                  | 41° 27′ 09″ N, 1° 49′ 21″ E / 41.45244°N,1.82239°E ca:Torrent de Can Prats, a 5 metres del salt de Can Prats |           |                                                | Modifica les dades a Wikidata |
|        | font del Torrent de Can Bosch          | Sant Llorenç d'Hortons | font         |                                  | 41° 29′ 09″ N, 1° 50′ 23″ E / 41.48574°N,1.83966°E ca:Torrent de Can Bosch, prop de Cal Simó de baix         |           |                                                | Modifica les dades a Wikidata |
|        | font del Vicenç                        | Sant Llorenç d'Hortons | font         |                                  | 41° 28′ 37″ N, 1° 48′ 43″ E / 41.47681°N,1.81194°E ca:Camí de La Masia - al nord del terme municipal         |           |                                                | Modifica les dades a Wikidata |
|        | font dels Porrons                      | Sant Llorenç d'Hortons | font         | 16th century                     | 41° 28′ 18″ N, 1° 49′ 30″ E / 41.47168°N,1.82496°E ca:A sota de Can Serra                                    |           |                                                | Modifica les dades a Wikidata |

## masia
| imatge | Nom                            | Ubicat a               | instància de | Detalls                                                                                    | coordenades | Protecció                                  | Commons (més fotos)                   | Dades a WD                    |
| ------ | ------------------------------ | ---------------------- | ------------ | ------------------------------------------------------------------------------------------ | --- | ------------------------------------------ | ------------------------------------- | ----------------------------- |
|        | Ca n'Estruc                    | Sant Llorenç d'Hortons | masia        |                                                                                            | 41° 27′ 40″ N, 1° 50′ 04″ E / 41.4610452383756°N,1.83453555752401°E                                                                            |                                            |                                       | Modifica les dades a Wikidata |
|        | Cal Canyadell                  | Sant Llorenç d'Hortons | masia        | Estil: arquitectura popular                                                                | 41° 29′ 26″ N, 1° 50′ 45″ E / 41.490433°N,1.845727°E ca:La Beguda baixa                                                                        | bé integrant del patrimoni cultural català |                                       | Modifica les dades a Wikidata |
|        | Cal Claramunt dels Tres Trulls | Sant Llorenç d'Hortons | masia        | Estil: arquitectura popular 16th century                                                   | 41° 27′ 57″ N, 1° 48′ 11″ E / 41.465905°N,1.803085°E ca:A l'oest del terme municipal, a tocar amb Sant Sadurní d'Anoia                         | bé integrant del patrimoni cultural català |                                       | Modifica les dades a Wikidata |
|        | Cal Prats                      | Sant Llorenç d'Hortons | masia        | Arquitecte: Josep Ros i Ros Estil: arquitectura modernista historicisme arquitectònic 1908 | 41° 27′ 21″ N, 1° 48′ 55″ E / 41.455751°N,1.815155°E ca:Carretera BV-2249, km 7,5 a 1,2                                                        | bé integrant del patrimoni cultural català | Cal Prats (Sant Llorenç d'Hortons)    | Modifica les dades a Wikidata |
|        | Cal Simó                       | Sant Llorenç d'Hortons | masia        |                                                                                            | 41° 29′ 54″ N, 1° 50′ 11″ E / 41.4982922697722°N,1.83651571567112°E 286 msnm                                                                   |                                            | Cal Simó (Sant Llorenç d'Hortons)     | Modifica les dades a Wikidata |
|        | Can Bosc                       | Sant Llorenç d'Hortons | masia        | Estil: arquitectura popular 1587                                                           | 41° 28′ 16″ N, 1° 51′ 05″ E / 41.471077°N,1.851384°E ca:Sant Joan Samora                                                                       | bé integrant del patrimoni cultural català |                                       | Modifica les dades a Wikidata |
|        | Can Canyes                     | Sant Llorenç d'Hortons | masia        | Estil: arquitectura popular                                                                | 41° 28′ 00″ N, 1° 49′ 45″ E / 41.466684°N,1.82915°E ca:Camí de Can Canyes o de La Roca                                                         | bé integrant del patrimoni cultural català |                                       | Modifica les dades a Wikidata |
|        | Can Carafí                     | Sant Llorenç d'Hortons | masia        | Estil: arquitectura popular                                                                | 41° 28′ 14″ N, 1° 51′ 26″ E / 41.470692°N,1.857108°E ca:Camí de Sant Joan Samora a Can Bosch                                                   | bé integrant del patrimoni cultural català | Can Carafí                            | Modifica les dades a Wikidata |
|        | Can Casanoves                  | Sant Llorenç d'Hortons | masia        | 1587                                                                                       | 41° 28′ 19″ N, 1° 51′ 54″ E / 41.4720589291365°N,1.86493681907755°E ca:Sant Joan Samora                                                        |                                            |                                       | Modifica les dades a Wikidata |
|        | Can Ferreguet                  | Sant Llorenç d'Hortons | masia        |                                                                                            | 41° 27′ 52″ N, 1° 48′ 52″ E / 41.4644057729943°N,1.81434620897354°E ca:A ponent del nucli urbà i per sobre la Vinya del Mas Salom              |                                            |                                       | Modifica les dades a Wikidata |
|        | Can Font de l'Alzinar          | Sant Llorenç d'Hortons | masia        | Estil: arquitectura popular 16th century                                                   | 41° 27′ 19″ N, 1° 49′ 39″ E / 41.455197°N,1.827381°E ca:Al sud del terme municipal                                                             | bé integrant del patrimoni cultural català |                                       | Modifica les dades a Wikidata |
|        | Can Margarit                   | Sant Llorenç d'Hortons | masia        |                                                                                            | 41° 28′ 39″ N, 1° 52′ 01″ E / 41.477619423938°N,1.8670512436117°E                                                                              |                                            |                                       | Modifica les dades a Wikidata |
|        | Can Muç                        | Sant Llorenç d'Hortons | masia        | Estil: arquitectura barroca arquitectura popular 17th century                              | 41° 27′ 34″ N, 1° 48′ 40″ E / 41.459504°N,1.811249°E ca:A ponent del terme municipal, a tocar de Sant Sadurní 226 msnm                         | bé integrant del patrimoni cultural català |                                       | Modifica les dades a Wikidata |
|        | Can Pujades                    | Sant Llorenç d'Hortons | masia        |                                                                                            | 41° 27′ 58″ N, 1° 48′ 09″ E / 41.4660219227823°N,1.8025455261531°E                                                                             |                                            |                                       | Modifica les dades a Wikidata |
|        | Can Rimundet                   | Sant Llorenç d'Hortons | masia        | Estil: arquitectura popular 16th century                                                   | 41° 27′ 45″ N, 1° 51′ 20″ E / 41.46255°N,1.85543611°E ca:Sant Joan Samora - al sud del terme municipal                                         | bé integrant del patrimoni cultural català | Can Rimundet                          | Modifica les dades a Wikidata |
|        | Can Rovira                     | Sant Llorenç d'Hortons | masia        | Estil: arquitectura popular 16th century                                                   | 41° 27′ 43″ N, 1° 49′ 54″ E / 41.461889°N,1.831723°E ca:Sant Llorenç d'Hortons                                                                 | bé integrant del patrimoni cultural català |                                       | Modifica les dades a Wikidata |
|        | Can Serra                      | Sant Llorenç d'Hortons | masia        |                                                                                            | 41° 28′ 18″ N, 1° 49′ 29″ E / 41.471592057497°N,1.82473004686945°E ca:Carrer del camí de Can Serra, s/n                                        |                                            | Can Serra (Sant Llorenç d'Hortons)    | Modifica les dades a Wikidata |
|        | Can Simon de Baix              | Sant Llorenç d'Hortons | masia        |                                                                                            | 41° 29′ 17″ N, 1° 50′ 40″ E / 41.488026°N,1.844575°E                                                                                           | bé integrant del patrimoni cultural català |                                       | Modifica les dades a Wikidata |
|        | la Casa Gran                   | Sant Llorenç d'Hortons | masia        | Estil: arquitectura popular                                                                | 41° 28′ 21″ N, 1° 51′ 56″ E / 41.4725°N,1.8656°E ca:Sant Joan Samora                                                                           | bé integrant del patrimoni cultural català | La Casa Gran (Sant Llorenç d'Hortons) | Modifica les dades a Wikidata |
|        | la Casa Vella de Can Serra     | Sant Llorenç d'Hortons | masia        |                                                                                            | 41° 27′ 08″ N, 1° 48′ 49″ E / 41.452145°N,1.813545°E ca:A l'est del terme municipal, a tocar amb Sant Sadurní d'Anoia                          | bé integrant del patrimoni cultural català | La Casa Vella de Can Serra            | Modifica les dades a Wikidata |
|        | la Cova                        | Sant Llorenç d'Hortons | masia        | Estil: arquitectura popular 18th century                                                   | 41° 27′ 49″ N, 1° 50′ 09″ E / 41.463503°N,1.835832°E ca:Camí de Can Canyes o de La Roca                                                        | bé integrant del patrimoni cultural català |                                       | Modifica les dades a Wikidata |
|        | la Pedrera                     | Sant Llorenç d'Hortons | masia        | Estil: arquitectura popular 18th century                                                   | 41° 28′ 12″ N, 1° 50′ 22″ E / 41.470111°N,1.839522°E ca:Camí de la Pedrera 149 msnm                                                            | bé integrant del patrimoni cultural català | La Pedrera (Sant Llorenç d'Hortons)   | Modifica les dades a Wikidata |
|        | la Torreta                     | Sant Llorenç d'Hortons | masia        | 16th century                                                                               | 41° 28′ 39″ N, 1° 50′ 23″ E / 41.4775505065918°N,1.8397159576416016°E 41° 28′ 39″ N, 1° 50′ 23″ E / 41.47754°N,1.83973°E ca:Camí de La Torreta |                                            |                                       | Modifica les dades a Wikidata |
|        | masoveria de Can Bosch         | Sant Llorenç d'Hortons | masia        | 16th century                                                                               | 41° 28′ 16″ N, 1° 51′ 00″ E / 41.471°N,1.85013°E ca:Sant Joan Samora                                                                           |                                            |                                       | Modifica les dades a Wikidata |

## nucli de població
| imatge | Nom                   | Ubicat a               | instància de      | Detalls | coordenades                                                         | Protecció | Commons (més fotos) | Dades a WD                    |
| ------ | --------------------- | ---------------------- | ----------------- | ------- | ------------------------------------------------------------------- | --------- | ------------------- | ----------------------------- |
|        | Can Bros              | Sant Llorenç d'Hortons | nucli de població |         | 41° 29′ 50″ N, 1° 50′ 11″ E / 41.4970924650906°N,1.83633352163972°E |           |                     | Modifica les dades a Wikidata |
|        | Casa vella d'Espiells | Sant Llorenç d'Hortons | nucli de població |         | 41° 26′ 41″ N, 1° 48′ 50″ E / 41.444656203788°N,1.8137563876884°E   |           |                     | Modifica les dades a Wikidata |
|        | la Casa Gran          | Sant Llorenç d'Hortons | nucli de població |         | 41° 28′ 10″ N, 1° 52′ 05″ E / 41.4693419175532°N,1.86800203044135°E |           |                     | Modifica les dades a Wikidata |
|        | la Pedrera            | Sant Llorenç d'Hortons | nucli de població |         | 41° 27′ 56″ N, 1° 50′ 27″ E / 41.465649658669°N,1.8409154341983°E   |           |                     | Modifica les dades a Wikidata |

## polígon industrial
| imatge | Nom                                | Ubicat a               | instància de       | Detalls | coordenades                                                         | Protecció | Commons (més fotos) | Dades a WD                    |
| ------ | ---------------------------------- | ---------------------- | ------------------ | ------- | ------------------------------------------------------------------- | --------- | ------------------- | ----------------------------- |
|        | Polígon industrial Can Pujades     | Sant Llorenç d'Hortons | polígon industrial |         | 41° 28′ 22″ N, 1° 48′ 24″ E / 41.4728999351131°N,1.80653870870277°E |           |                     | Modifica les dades a Wikidata |
|        | Polígon industrial Can Serra       | Sant Llorenç d'Hortons | polígon industrial |         | 41° 28′ 17″ N, 1° 48′ 37″ E / 41.471434960479°N,1.81032598470014°E  |           |                     | Modifica les dades a Wikidata |
|        | Polígon industrial El Torrentfondo | Sant Llorenç d'Hortons | polígon industrial |         | 41° 28′ 18″ N, 1° 49′ 00″ E / 41.4716522891023°N,1.8165494518478°E  |           |                     | Modifica les dades a Wikidata |

## pont
| imatge | Nom               | Ubicat a               | instància de | Detalls                                           | coordenades                                                                          | Protecció | Commons (més fotos) | Dades a WD                    |
| ------ | ----------------- | ---------------------- | ------------ | ------------------------------------------------- | ------------------------------------------------------------------------------------ | --------- | ------------------- | ----------------------------- |
|        | Pont de Cal Prats | Sant Llorenç d'Hortons | pont         | Arquitecte: Josep Ros i Ros 1908 Estat: bon estat | 41° 27′ 43″ N, 1° 48′ 54″ E / 41.46194°N,1.81504°E ca:Torrent del Ferreguet 201 msnm |           |                     | Modifica les dades a Wikidata |
|        | Pont de cal Fèlix | Sant Llorenç d'Hortons | pont         | Estat: bon estat                                  | 41° 27′ 33″ N, 1° 49′ 20″ E / 41.45913°N,1.82227°E ca:Camí de Sant Sadurní 164 msnm  |           |                     | Modifica les dades a Wikidata |

## pou
| imatge | Nom                               | Ubicat a               | instància de | Detalls      | coordenades                                                                                             | Protecció | Commons (més fotos) | Dades a WD                    |
| ------ | --------------------------------- | ---------------------- | ------------ | ------------ | --- | --------- | ------------------- | ----------------------------- |
|        | Pou Nou de Can Font de l'Alzinar  | Sant Llorenç d'Hortons | pou          | 20th century | 41° 27′ 19″ N, 1° 49′ 40″ E / 41.45527°N,1.82769°E ca:Can Font de l'Alzinar; al sud del terme municipal |           |                     | Modifica les dades a Wikidata |
|        | Pou Vell de Can Font de l'Alzinar | Sant Llorenç d'Hortons | pou          |              | 41° 27′ 17″ N, 1° 49′ 38″ E / 41.45471°N,1.82733°E ca:Can Font de l'Alzinar; al sud del terme municipal |           |                     | Modifica les dades a Wikidata |

## rellotge de sol
| imatge | Nom                                           | Ubicat a               | instància de    | Detalls      | coordenades                                                                                             | Protecció | Commons (més fotos) | Dades a WD                    |
| ------ | --------------------------------------------- | ---------------------- | --------------- | ------------ | --- | --------- | ------------------- | ----------------------------- |
|        | Rellotge de Sol de Cal Raimundet              | Sant Llorenç d'Hortons | rellotge de sol | 2010         | 41° 27′ 45″ N, 1° 51′ 19″ E / 41.4624°N,1.85527°E ca:Cal Raimundet a Sant Joan Samora                   |           |                     | Modifica les dades a Wikidata |
|        | Rellotge de Sol de la Casa Vella de Can Serra | Sant Llorenç d'Hortons | rellotge de sol |              | 41° 27′ 07″ N, 1° 48′ 49″ E / 41.45206°N,1.81352°E ca:Casa Vella de Can Serra                           |           |                     | Modifica les dades a Wikidata |
|        | Rellotge de Sol de la Pedrera                 | Sant Llorenç d'Hortons | rellotge de sol |              | 41° 28′ 12″ N, 1° 50′ 23″ E / 41.47003°N,1.83963°E ca:Camí de Sant Llorenç a Sant Joan Samora           |           |                     | Modifica les dades a Wikidata |
|        | Rellotge de Sol de la Rectoria                | Sant Llorenç d'Hortons | rellotge de sol | 19th century | 41° 28′ 12″ N, 1° 49′ 23″ E / 41.46992°N,1.82298°E ca:Plaça de l'Església, s/n                          |           |                     | Modifica les dades a Wikidata |
|        | Rellotge de sol de Can Canyes                 | Sant Llorenç d'Hortons | rellotge de sol | 1773         | 41° 28′ 00″ N, 1° 49′ 45″ E / 41.4667°N,1.82915°E ca:Can Canyes                                         |           |                     | Modifica les dades a Wikidata |
|        | rellotge de sol de La Torreta                 | Sant Llorenç d'Hortons | rellotge de sol |              | 41° 28′ 39″ N, 1° 50′ 23″ E / 41.47748°N,1.83975°E ca:La Torreta                                        |           |                     | Modifica les dades a Wikidata |
|        | rellotge de sol de ca l'Esteve de la Riera    | Sant Llorenç d'Hortons | rellotge de sol | 1991         | 41° 28′ 49″ N, 1° 49′ 30″ E / 41.4804°N,1.82487°E ca:Ca l'Esteve de la Riera                            |           |                     | Modifica les dades a Wikidata |
|        | rellotges de sol de Can Font de l'Alzinar     | Sant Llorenç d'Hortons | rellotge de sol | 1817         | 41° 27′ 19″ N, 1° 49′ 38″ E / 41.45515°N,1.82727°E ca:Can Font de l'Alzinar; al sud del terme municipal |           |                     | Modifica les dades a Wikidata |

## salt d'aigua
| imatge | Nom                   | Ubicat a               | instància de | Detalls | coordenades | Protecció | Commons (més fotos) | Dades a WD                    |
| ------ | --------------------- | ---------------------- | ------------ | ------- | --- | --------- | ------------------- | ----------------------------- |
|        | Salt de Can Prats     | Sant Llorenç d'Hortons | salt d'aigua |         | 41° 27′ 09″ N, 1° 49′ 20″ E / 41.45239°N,1.82226°E ca:A la confluència del torrent de Can Torres i el de Can Prats    |           |                     | Modifica les dades a Wikidata |
|        | Salt de Can Raimundet | Sant Llorenç d'Hortons | salt d'aigua |         | 41° 27′ 38″ N, 1° 51′ 22″ E / 41.46069°N,1.85611°E ca:La Rierussa. Al sud del terme municipal, per sota Can Raimundet |           |                     | Modifica les dades a Wikidata |
|        | Salt de la Pedrera    | Sant Llorenç d'Hortons | salt d'aigua |         | 41° 28′ 16″ N, 1° 50′ 27″ E / 41.47117°N,1.84086°E ca:La Pedrera - La Rierusa                                         |           |                     | Modifica les dades a Wikidata |

## Misc
| imatge | Nom                                         | Ubicat a                                      | instància de                | Detalls       | coordenades | Protecció                                  | Commons (més fotos)                 | Dades a WD                    |
| ------ | ------------------------------------------- | --------------------------------------------- | --------------------------- | ------------- | --- | ------------------------------------------ | ----------------------------------- | ----------------------------- |
|        | Aqüeducte de Can Claramunt                  | Sant Llorenç d'Hortons                        | aqüeducte pont              | Estat: malmès | 41° 28′ 01″ N, 1° 48′ 12″ E / 41.46699°N,1.80331°E ca:Torrent de Can Pujades 235 msnm                                           |                                            |                                     | Modifica les dades a Wikidata |
|        | Bassa Xica                                  | Sant Llorenç d'Hortons                        | bassa                       |               | 41° 28′ 13″ N, 1° 49′ 26″ E / 41.47022°N,1.82386°E ca:Carrer del camí de Can Serra, s/n, a 100 metres de l'entrada de Can Serra |                                            |                                     | Modifica les dades a Wikidata |
|        | Can Bargalló                                | Sant Esteve Sesrovires Sant Llorenç d'Hortons | urbanització                |               | 41° 27′ 35″ N, 1° 52′ 55″ E / 41.4597967832494°N,1.88208148665334°E                                                             |                                            |                                     | Modifica les dades a Wikidata |
|        | Carrer Major                                | Sant Llorenç d'Hortons                        | conjunt urbà                |               | 41° 28′ 02″ N, 1° 49′ 30″ E / 41.46712493896485°N,1.8249469995498655°E ca:Carrer Major                                          |                                            |                                     | Modifica les dades a Wikidata |
|        | Creu de Can Bros                            | Sant Llorenç d'Hortons                        | creu monumental             |               | | bé integrant del patrimoni cultural català |                                     | Modifica les dades a Wikidata |
|        | El Pàmpol                                   | Sant Llorenç d'Hortons                        | obra escultòrica            | 2005          | 41° 27′ 53″ N, 1° 49′ 27″ E / 41.46478°N,1.82409°E ca:Plaça de l'Era d'en Peret                                                 |                                            |                                     | Modifica les dades a Wikidata |
|        | Granja Fígols                               | Sant Llorenç d'Hortons                        | granja                      |               | 41° 28′ 20″ N, 1° 48′ 25″ E / 41.4722915343987°N,1.80693310009221°E                                                             |                                            |                                     | Modifica les dades a Wikidata |
|        | La Rierussa                                 | Sant Llorenç d'Hortons                        |                             |               | 41° 28′ 44″ N, 1° 49′ 30″ E / 41.47886°N,1.82504°E ca:Sant Llorenç d'Hortons                                                    |                                            |                                     | Modifica les dades a Wikidata |
|        | Mina de la Pedrera                          | Sant Llorenç d'Hortons                        | mina                        | 18th century  | 41° 28′ 11″ N, 1° 50′ 20″ E / 41.46971°N,1.8389°E ca:La Pedrera                                                                 |                                            |                                     | Modifica les dades a Wikidata |
|        | Orquídies                                   | Sant Llorenç d'Hortons                        | vegetació                   |               | 41° 27′ 37″ N, 1° 49′ 24″ E / 41.46028°N,1.82345°E ca:Vinya de Cal Fèlix - camí vell de Sant Sadurní                            |                                            |                                     | Modifica les dades a Wikidata |
|        | Rectoria de Sant Llorenç d'hortons          | Sant Llorenç d'Hortons                        | edifici residencial edifici |               | 41° 28′ 12″ N, 1° 49′ 23″ E / 41.46998596191406°N,1.8229659795761108°E ca:Plaça de la Rectoria ca:Plaça de l'Església, s/n      |                                            | Rectoria de Sant Llorenç d'Hortons  | Modifica les dades a Wikidata |
|        | Roureda de Cal Santjust                     | Sant Llorenç d'Hortons                        | bosc                        |               | 41° 27′ 58″ N, 1° 49′ 08″ E / 41.46614°N,1.81894°E ca:Parc de Cal Santjust, al carrer de Cal Santjust Vell                      |                                            |                                     | Modifica les dades a Wikidata |
|        | Safareig de la Font de l'Amèlia             | Sant Llorenç d'Hortons                        | safareig                    | 20th century  | 41° 28′ 17″ N, 1° 49′ 53″ E / 41.47149°N,1.83146°E ca:Horts de Cal Francisquet                                                  |                                            |                                     | Modifica les dades a Wikidata |
|        | Santjust                                    | Sant Llorenç d'Hortons                        | muntanya                    |               | 41° 28′ 08″ N, 1° 48′ 38″ E / 41.4688°N,1.81056°E 282.5 msnm                                                                    |                                            |                                     | Modifica les dades a Wikidata |
|        | Talús de Can Raimundet                      | Sant Llorenç d'Hortons                        | talús                       |               | 41° 27′ 43″ N, 1° 51′ 19″ E / 41.46195°N,1.85534°E ca:La Rierussa a l'alçada de Can Raimundet                                   |                                            |                                     | Modifica les dades a Wikidata |
|        | casa consistorial de Sant Llorenç d'Hortons | Sant Llorenç d'Hortons                        | casa consistorial           |               | 41° 28′ 04″ N, 1° 49′ 28″ E / 41.4678188°N,1.8245832°E                                                                          |                                            | Town hall of Sant Llorenç d'Hortons | Modifica les dades a Wikidata |